# Eldorado (film, 2018)
Pour les articles homonymes, voir Eldorado (homonymie).
Pour plus de détails, voir Fiche technique et Distribution.
Eldorado est un film suisse réalisé par Markus Imhoof, sorti en 2018.

## Synopsis
Le réalisateur est parti à la rencontre de migrants à travers le monde.

## Fiche technique
- Titre : Eldorado
- Réalisation : Markus Imhoof
- Scénario : Beatrice Babin, sur une idée de Markus Imhoof
- Musique : Peter Scherer
- Photographie : Peter Indergand
- Montage : Beatrice Babin et Thomas Bachmann
- Production : Markus Imhoof, Thomas Kufus et Pierre-Alain Meier
- Société de production : Thelma Film, Schweizer Radio und Fernsehen et Zero One Film
- Pays :  Suisse et  Allemagne
- Genre : Documentaire
- Durée : 90 minutes
- Dates de sortie : 
  -  Allemagne : 26 avril 2018

## Distinctions
Le film a été nommé pour trois prix du cinéma suisse et a reçu celui de la meilleure photographie. Il a également été choisi pour représenté la Suisse pour l'Oscar du meilleur film international, mais n'a pas été nommé.